# Acanthodelta senior
Acanthodelta senior är en fjärilsart som beskrevs av Walker 1858. Acanthodelta senior ingår i släktet Acanthodelta och familjen nattflyn. Inga underarter finns listade i Catalogue of Life.